# بريتانيا

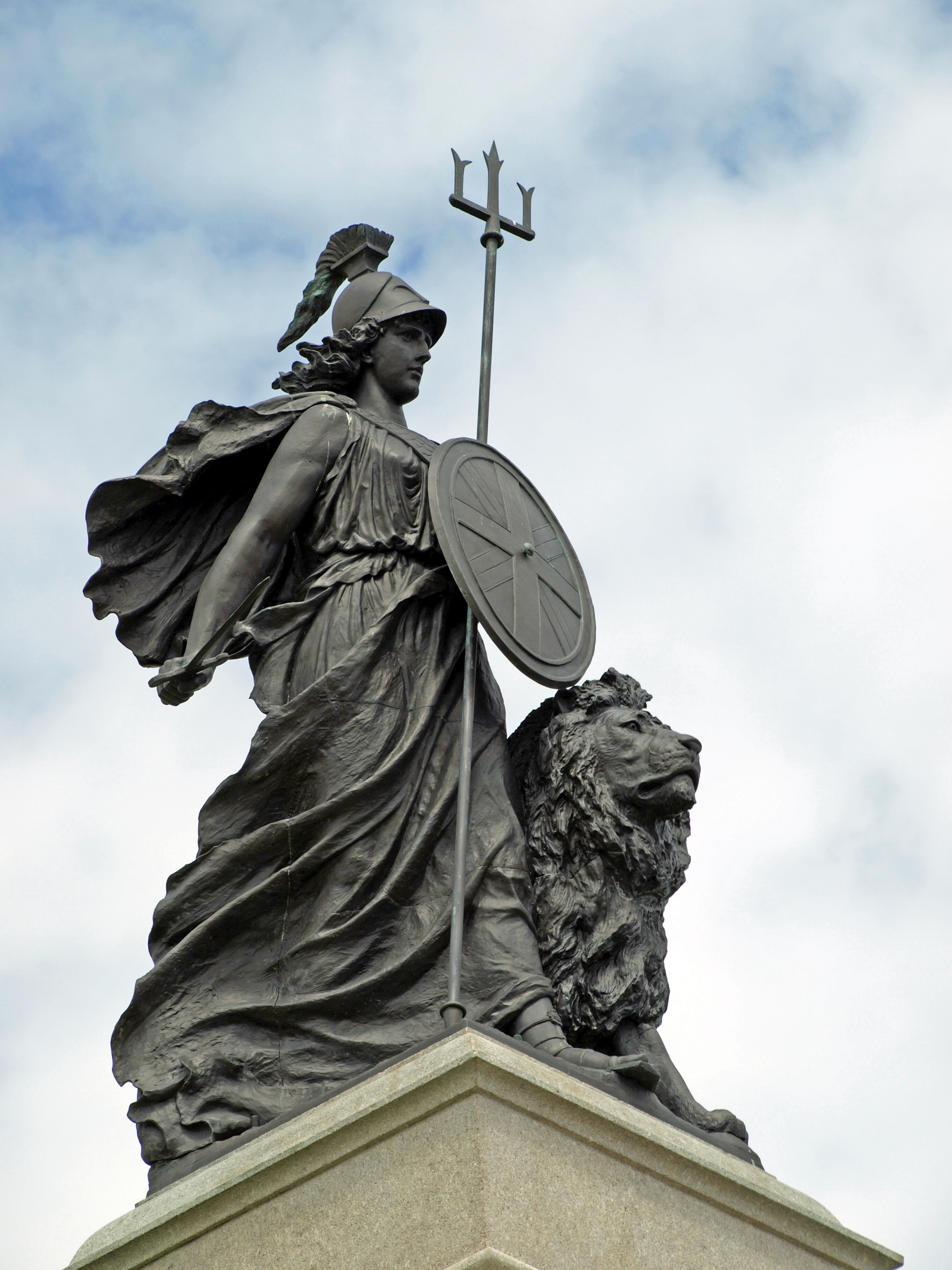
النصب التذكاري أرمادا الوطنية في بليموث تصور بريتانيا

كانت بريتانيا على المدى الروماني واليوناني للمنطقة الجغرافية لبريطانيا العظمى التي كانت مأهولة من قبل البريطانيين، وهو الاسم الذي يطلق على تجسيد الإناث من الجزيرة. وهو مصطلح لا يزال يستخدم للإشارة إلى الجزيرة اليوم. الاسم هو اللاتينية، ويستمد من النموذج Prettanike اليونانية أو Brettaniai، الذي عين أصلا عبارة عن مجموعة من الجزر مع أسماء الفردية، بما في ذلك البيون أو بريطانيا العظمى. ومع ذلك، من القرن الثامن قبل الميلاد الأولى، جاء بريتانيا لاستخدامها في بريطانيا العظمى على وجه التحديد. في 43 م بدأت الإمبراطورية الرومانية احتلالها للجزيرة، وإنشاء محافظة دعوا بريطانيا، والتي جاءت لتشمل أجزاء من جزيرة جنوب كاليدونيا (تقريبا اسكتلندا). من المعروف أن سكان سلتيك الأصلي للمحافظة كما البريطانيين. في القرن الثاني، جاءت الرومانية بريتانيا أن جسد بوصفها آلهة، مسلحة مع ترايدنت ودرعا ويرتدي خوذة كورنثية.
اسم اللاتينية بريتانيا طويلة نجا انسحاب الرومان من بريطانيا في القرن الخامس الميلادي، وأسفرت عن اسم للجزيرة في معظم اللغات الأوروبية الأخرى والمختلفة، بما في ذلك بريطانيا الإنجليزية والويلزية Prydain الحديث. بعد قرون من انخفاض الاستخدام، تم إحياء شكل اللاتينية في عصر النهضة الإنجليزية كلغة استحضارها الخطابي من الهوية الوطنية البريطانية. خصوصا بعد أعمال الاتحاد في عام 1707، التي انضمت إلى الممالك من انكلترا واسكتلندا، وكان يستخدم تجسيد للبريتانيا الدفاع عن النفس كرمز للقوة الإمبريالية البريطانية وحدة وطنية. كانت واردة في كل سلسلة العملة البريطانية الحديثة حتى إعادة تصميم في عام 2008، ومازال يصدر سنويا على الذهب والفضة «بريتانيا» سلسلة الذهب عملة واحدة. في عام 2015 صدر جديدة نهائية 2 £ عملة واحدة، مع صورة جديدة من بريتانيا.

## أعلام
- بيلاجيوس

## روابط خارجية
- Britannia on British coins and medals نسخة محفوظة 1 يونيو 2008 على موقع واي باك مشين. – Guy de la Bédoyère
- Britannia Penny
- David Dimbleby. "Age of Conquest". Seven Ages of Britain.  6:56 دقيقة. BBC 1. مؤرشف من الأصل في 2019-04-08. اطلع عليه بتاريخ 21 Nov 201. {{استشهاد بحلقة}}: تحقق من التاريخ في: |تاريخ الوصول= (مساعدة)